# سی‌آراچ
سی‌آراچ (به انگلیسی: CRH plc) شرکت ایرلندی تولیدکننده انواع مصالح ساختمانی است، که دفتر مرکزی آن در شهر دوبلین، ایرلند مستقر می‌باشد.
این شرکت، طیف وسیعی از مصالح ساختمانی را تولید و در سطح بین‌المللی، عرضه می‌نماید. شرکت سی‌آراچ بعنوان بزرگترین شرکت ایرلندی شناخته می‌شود. این شرکت در فهرست اولیه بازار بورس اوراق بهادار لندن قرار دارد و جزئی از شاخص اف‌تی‌اس‌ای ۱۰۰ محسوب می‌شود. شرکت سی‌آراچ همچنین در فهرست ثانویه از بازار بورس اوراق بهادار ایرلند و نیز بازار بورس نیویورک ذکر شده است.